# NGC 5752
NGC 5752 este o radiogalaxie situată în constelația Boarul. A fost descoperită în 1 aprilie 1878 de către Lawrence Parsons. Se află la o distanță de 63,3 de megaparseci de Pământ.